# Patrick Egelund
Patrick Hessellund Egelund (født 2. august 2000) er en dansk fodboldspiller, der spiller for FC Fredericia.

## Karriere
Egelund startede med at spille fodbold i en alder af tre år sammen med sin ældre bror, Martin Egelund. De spillede sammen i den lokale klub, Holsted fB, trods deres aldersforskel.

### Esbjerg fB
Han skiftede sidenhen til Esbjerg fB i 2008, hvor han skrev under på sin første kontrakt, samme dag han fyldte 15 år. Egelund skrev i oktober 2017 under på en ny kontrakt, således parterne havde papir på hinanden frem til juni 2020.
Den 7. april 2019 fik Egelund sin officielle debut for Esbjerg fB, da han blev skiftet ind i en kamp mod FC Midtjylland med 10 minutter tilbage. Egelund spille to kampe i 2018-19-sæsonen, og i sommeren 2019 blev permanent rykket op i klubbens førsteholdstrup. Han skrev den 2. juli 2019 under på forlængelse af sin kontrakt med Esbjerg fB gældende frem til 30. juni 2023.
Esbjerg fB rykkede i sommeren 2020 ned i 1. division, hvor Egelund fulgte med. Han spillede de fire første kamp i efteråret 2020, inden han den 25. september 2020 blev ramt af en fiberskade i en kamp mod FC Helsingør, og det blev samtidigt han sidste kamp i efteråret 2020, selvom han havde trænet med klubben.

## Landsholdskarriere
Egelund fik sin landsholdsdebut under Dansk Boldspil-Union for U/17-landsholdet den 18. januar 2017, hvor han blev skiftet ind efter 55 minutter som erstatning for Nikolai Baden Frederiksen i en kamp, som Danmark vandt 0-3 over Cypern.
Det blev til fire mere kamp for U/17-landsholdet frem til april 2017, hvorefter han blev en del af U/18-landsholdet. Her han fik han sin debut den 1. september 2017, da han erstattede Baden Frederiksen efter 78 minutter. Han spillede i alt fire kampe for Danmarks U/18-landshold.